# Don't Bet on Blondes
Don't Bet on Blondes è una commedia romantica statunitense del 1935 diretta da Robert Florey e interpretata da Warren William e Guy Kibbee.

## Trama
Quando il principale bookmaker di Broadway Odds Owen perde 50.000 dollari su un cavallo di proprietà di Everett Markham, indaga e scopre che il cavallo è stato drogato. Il racket assicurativo è un business che offre meno rischi e vincite migliori e Owen decide di dedicarsi all'attività di sottoscrizione di polizze assicurative. Sottoscrive qualsiasi cosa gli venga offerta, inclusa la polizza che il colonnello Jefferson Davis Youngblood sottoscrive per 50.000 dollari contro il matrimonio di sua figlia Marilyn. Se Marilyn si sposa entro tre anni, suo padre ottiene 50.000 dollari. Owen accetta, ma assume alcuni gentiluomini che fanno di tutto per scoraggiare i possibili pretendenti di Miss Youngblood. Con diversi stratagemmi, gli uomini di Owen si liberano sia del ricco playboy Dwight Board sia di David Van Dusen. Per impedire che Marilyn frequenti qualcun altro, Odds la incontra e incomincia a uscire con lei. Ma si innamora e ora ha un grosso problema di conflitto di interessi.